# Zajištění a utvrzení dluhů
Zajištění dluhu a utvrzení dluhu jsou právní pojmy z oblasti zajištění závazků.

## Zajištění dluhu
Zajištění dluhu je relativní majetkový vztah, který věřiteli umožňuje hojit se z dlužníkova majetku, nebo majetku jiné osoby, pokud dlužník poruší původní závazkovou povinnost. Tím se posiluje obecná deliktní odpovědnost. Zajištění dluhu znamená, že třetí osoba, nebo sám dlužník, dá věřiteli ve prospěch jistotu, nebo se jinak zaváže za dlužníkovo plnění. Plní především funkci náhradní reparace. Stěžejní část jednotlivých prostředků upravuje český občanský zákoník (OZ) v § 2010–2047.

### Jistota
Je na každém z účastníků, zda sjednají ve prospěch některého dluhu zajištění. V některých případech však poskytnout zajištění stanovuje zákon. Jistota se dává zřízením zástavního práva k předmětu zástavy, či obstaráním ručení. V některých případech zákon přikazuje složit peněžní jistotu.

### Způsoby zajištění dluhu
Zajištění dluhu věcným právem:
- Zástavní právo (§ 1309 an. OZ) – Základním obsahem zástavního práva je oprávnění věřitele uspokojit se z výtěžku zpeněžení zástavy do výše pohledávky s příslušenstvím, případně do ujednané výše. Předmětem zástavy může být každá věc, se kterou lze obchodovat, tedy každá hmotná, nehmotná i hromadná.
- Podzástavní právo (§ 1390 OZ) – Zástavou může být i pohledávka. Pokud původní věřitel dlužníkovi oznámí, že jeho dluh zastavil jinému věřiteli, může dlužník plnit jen tomuto novému zástavnímu věřiteli, pokud je jeho pohledávka splatná.
- Zadržovací právo – retenční právo (§ 1395 an. OZ) – V případě, že věřitel má movitou věc u sebe po právu, např. opravář k opravě, kterou by měl posléze vydat jejímu vlastníkovi. Osoba, jíž by měl věc vydat, má proti němu spatný dluh, např. za provedenou opravu. Ten, kdo má movitou věc u sebe, ji může zadržet k zajištění splatného dluhu osoby, jíž by věc měl jinak vydat.

Zajištění dluhu relativním majetkovým právem:
- Ručení (§ 2018 an. OZ) – Předpokládá se platný dluh dlužníka. Dluh může být v době vzniku ručení již existující a účinný, nebo může vzniknout teprve v budoucnu. Ručitelský závazek vzniká dobrovolným prohlášením nebo přímo ze zákona. Ručitelský závazek je vázaný na existenci a platnost dluhu. V případě, že ručitel zcela splní dluh dlužníka, vzniká nová pohledávka ručitele a dlužníka do míry plnění ručitelem. Pohledávka nepřechází, ale vznikne nová pohledávka.
- Finanční záruka (§ 2029 an. OZ) – Oproti ručení je zcela na vůli vystavitele, zda bude záruka subsidiární vůči původnímu dluhu nebo se od původního dluhu zcela odtrhne. Finanční záruka vzniká jednostranným prohlášením výstavce, že uspokojí věřitele do výše určité peněžní částky, pokud dluh nesplní dlužník. Finanční záruku lze zcela oddělit od původního dluhu.
- Závdavek (§ 1808 OZ) – Závdavek je peněžitá částka nebo jiná věc, která je odevzdána před nebo při uzavření smlouvy. Závdavek plní funkci důkazní (že smlouva byla uzavřena), zajišťovací (kauce) a sankční (přijetí závdavku).

## Utvrzení dluhu
Utvrzení dluhu slouží především jako preventivní prostředek a prostředek sloužící k ulehčení procesní pozice věřitele. Zákon vymezuje dva způsoby utvrzení dluhu: smluvní pokutu a uznání dluhu.

### Smluvní pokuta
Smluvní pokuta je sankční plnění, na něž nastane věřiteli právo v případě porušení smluvené povinnosti za podmínky, že se tak obě strany dohodly. Má objektivní charakter, právo ji vyžadovat vzniká porušením závazku nezávisle na zavinění i nezávisle na tom, zda porušení smluvní povinnosti způsobila nějakou škodu. Smluvní pokuta se považuje za paušalizovanou náhradu škody.

### Uznání dluhu
Uznání dluhu je písemné prohlášení dlužníka, v němž svůj dluh uznává. Dluh lze uznat i konkludentním jednáním, které spočívá v placení úroků nebo částečném plnění.

### Směnka vlastní
K utvrzení dluhu se používá i směnka vlastní. Obsahuje bezpodmínečný slib výstavce zaplatit určitou peněžní sumu. Většinou se jedná o cenný papír znějící na řad, takže se právo na zaplacení dá snadno převádět na další osobu.